# باد باني
بينيتو أنطونيو مارتينيز أوكاسيو (ولد في 10 مارس 1994)، والمعروف باسمه المسرحي باد باني (بالإنجليزية: Bad Bunny) هو فنان تراب لاتيني بورتوريكي و مغني ريغيتون. أثناء العمل في سوبرماركت في سن مبكر ، اكتسب باد باني شعبية على ساوند كلاود، وترك في نهاية المطاف دراسته في جامعة بورتوريكو في أريسيبو لمتابعة مهنته الموسيقية.

## مهنة
أثناء العمل في سوبرماركت كباكر، أصدر باد باني الموسيقى أيضا كفنان مستقل. استحوذت أغنية Bad Bunny "Diles" على SoundCloud على انتباه DJ Luian الذي قام بتوقيعه على اسمه، سماع هذه الموسيقى. من قبل دي جي Luian بالتوقيع عليه، كان قادرا على العمل مع أكثر الفنانين اللاتينية المعروفة
في صيف عام 2017 ، وقعت شركة Bad Bunny صفقة حجز مع Cardenas Marketing Network (CMD) لعدة بلدان في أمريكا اللاتينية. وصوّر فيلمه «الصويا بيور» وحيدًا الرقم 22 في مخطط الأغاني اللاتينية الساخنة. ظهر في أغنية «مايورز» لبيكي جي، والتي تم إصدارها في يوليو عام 2017. في نوفمبر 2017، بلغ عدد "Tú No Metes Cabra" من باد بانيز رقم 38 على الرسم البياني لأغاني Hot Latin. في نفس الوقت تقريبًا، وصلت أغنية "Sensualidad"، التي أطلقها بالتعاون بين Bad Bunny و J Balvin و Prince Royce ، إلى رقم 10 على الرسم البياني لأغاني Hot Latin. ابتداء من نوفمبر 2017، يستضيف Bad Bunny أول برنامج باللغة الإسبانية في Beat 1، Trap Kingz. وقد ظهر في ألبوم Cardi B's Invasion of Privacy على أغنية "I Like It". Bad Bunny raps جزء من الأغنية بالإنجليزية، بينما تغني بالفين كلمات عامية لبورتوريكي. تم تصوير فيديو الأغنية الموسيقي في مارس 2018 في ميامي.

## روابط خارجية
- باد باني على موقع IMDb (الإنجليزية)
- باد باني على موقع ميتاكريتيك (الإنجليزية)
- باد باني على موقع الموسوعة البريطانية (الإنجليزية)
- باد باني على موقع ألو سيني (الفرنسية)
- باد باني على موقع ميوزك برينز (الإنجليزية)
- باد باني على موقع رولينغ ستون (الإنجليزية)
- باد باني على موقع أول ميوزيك (الإنجليزية)
- باد باني على موقع ديسكوغز (الإنجليزية)
- باد باني على موقع ديسكوغز (الإنجليزية)
- باد باني على موقع قاعدة بيانات الفيلم (الإنجليزية)